# Libijska vaterpolska reprezentacija
Libijska vaterpolska reprezentacija jedna je od par afričkih vaterpolskih reprezentacija. Nastupila je u kvalifikacijama za SL 2009. i upisala tri poraza. Najlošija je vaterpolska reprezentacija svijeta.

## Kvalifikacije za SL 2009.
- Alžir - Libija 26:1
- Maroko - Libija 27:1
- JAR - Libija 42:0
- JAR - Libija 60:0
- Maroko - Libija 21:1
- Alžir - Libija 14:1